# Trasmittanza termica
La trasmittanza termica, in termotecnica, è una grandezza fisica (indicata con g) che misura la quantità di potenza termica scambiata da un materiale o un corpo per unità di superficie e unità di differenza di temperatura quando lambito su entrambi i lati da fluidi. Definisce la tendenza di un elemento allo scambio di energia, ovvero l'inverso della capacità isolante di un corpo. Nel SI si misura in W/(m2K).

## Descrizione
Dato un fenomeno di trasmissione di calore in condizioni di regime stazionario (in cui cioè il flusso di calore e le temperature non variano nel tempo), la trasmittanza misura la quantità di calore che nell'unità di tempo attraversa un elemento della superficie di 1 m2 in presenza di una differenza di temperatura di 1 K tra l'interno e l'esterno.
Nella formula si tiene conto di una trasmissione di calore da un aeriforme a un altro aeriforme, separati dalla lastra piana del materiale in esame, per irraggiamento, convezione e conducibilità termica interna.
{\displaystyle g={\frac {1}{{\frac {1}{h_{i}}}+{\frac {1}{h_{e}}}+{\frac {s}{k}}}}}
Dove:
- hi e he in [W/(m2·K)] sono i coefficienti di adduzione interna ed esterna;
- s [m] lo spessore del materiale;
- k [W/(m·K)] la conducibilità termica interna del materiale.

Più il valore è basso, maggiore è l'isolamento del mezzo in esame. Tanto maggiore è l'isolamento termico, cioè tanto minore è la conducibilità termica e la trasmittanza, tanto maggiore è l'inerzia termica di una struttura, a parità di massa della struttura.
Il reciproco della trasmittanza per la superficie di conduzione è la resistenza termica ovvero la capacità di un materiale di opporsi al passaggio del calore:
{\displaystyle R={\frac {1}{g\ S}}}
La trasmittanza aumenta al diminuire dello spessore e all'aumentare della conducibilità termica.
Strutture con bassissima trasmittanza termica si caratterizzano per fornire un elevato isolamento termico.
Per la misura in opera della trasmittanza si deve seguire la norma ISO 9869. Il metodo descritto è quello delle medie progressive, lo strumento usato è il termoflussimetro. La tecnica che studia la misurazione dei flussi di calore è la termoflussimetria.
In vecchi documenti potrebbe trovarsi indicata la trasmittanza con la lettera K maiuscola ed espressa in chilocalorie per ora, metro quadro e grado Celsius, al posto dei watt per metro quadro e kelvin.
La conversione è  1 {\textstyle {\frac {{\text{W}}/{\text{m}}^{2}}{\text{K}}}} = 0,86 {\textstyle {\frac {\text{kcal/h}}{{\text{m}}^{2}\cdot {\text{°C}}}}}.